# Marie Anna Alexandrine Sophie van Saksen-Weimar-Eisenach

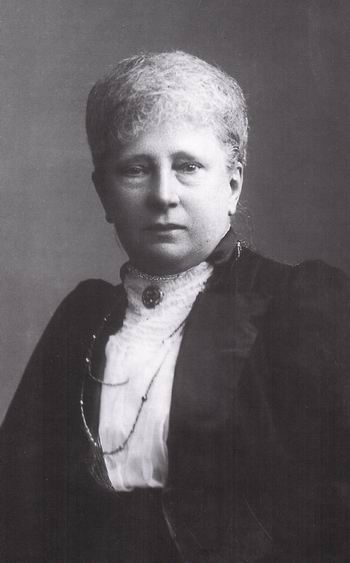
Prinses Marie van Saksen-Weimar-Eisenach

Marie Alexandrine Anne Sophie Auguste Helene van Saksen-Weimar-Eisenach (Weimar, 20 januari 1849 — Trebschen, 6 mei 1922) was de oudste dochter van Karel Alexander van Saksen-Weimar-Eisenach en Sophie van Oranje-Nassau. In huiselijke kring werd zij ook wel Zitta genoemd.

## Aanspraak in Nederland
Omdat de dynastie in Nederland aan een zijden draadje hing en de nazaten van prinses Sophie, haar moeder, de Nederlandse troon weleens zouden kunnen bestijgen spraken haar vader evenals zijzelf, haar broer en haar zus vloeiend Nederlands.
In 1897 stierf haar moeder Sophie. Eerder was haar enige oudere broer, de erfgroothertog Karel August, ook al overleden. Karels oudste zoon, Willem Ernst werd na de dood van zijn grootvader groothertog van Saksen-Weimar-Eisenach. De tweede zoon van haar broer Karel, Bernard kwam in 1900 te overlijden. Volgens de Nederlandse grondwet zou na de eventuele kinderloze dood van koningin Wilhelmina der Nederlanden, iemand haar moeten opvolgen die een nazaat was van de tante van Wilhelmina, Sophie die haar moeder was. De geboorte van Juliana veranderde vervolgens de opvolging.

## Haar huwelijk en kinderen
Marie trouwde in 1876 te Weimar met de veel oudere prins Hendrik VII van Reuss-Köstritz (1825-1906). Het paar kreeg de volgende kinderen:
1. Hendrik (16 januari 1877 - 16 januari 1877)
2. Hendrik XXXII (Heino)[1] (4 maart 1878 - 6 mei 1935); trouwde op 19 mei 1920 met Marie Adelheid van Lippe, (30 augustus 1895 - Tangstedt 25 december 1993). Zij hadden geen kinderen.
3. Hendrik XXXIII (Henry)[1] (26 juli 1879 - 15 november 1942); trouwde (1) op 17 mei 1913 met Victoria van Pruisen (17 april 1890 - 9 september 1923), trouwde (2) op 10 april 1929 met Allene Tew (7 juli 1876 - 1 mei 1955).
4. Johanna (8 juni 1882 - 15 juni 1883);
5. Sophie Renate (27 juni 1884 - 19 januari 1968); trouwde op 12 december 1909 met Hendrik van Reuss (4 juni 1887 - 30 april 1956).
6. Hendrik XXXV (Enrico)[1] (1 augustus 1887 - 17 januari 1936); trouwde op 20 april 1911 met en gescheiden in 1921 van Marie van Saksen-Altenburg (6 juni 1888 - 12 november 1947); trouwde (2) op 12 april 1921 met en in 1923 gescheiden van Marie Adelheid van Lippe (30 augustus 1895 - 25 december 1993).

## Kwartierstaat
| Karel August van Saksen-Weimar-Eisenach (1757-1828) | Karel August van Saksen-Weimar-Eisenach (1757-1828) | Karel August van Saksen-Weimar-Eisenach (1757-1828) | Karel August van Saksen-Weimar-Eisenach (1757-1828) | Karel August van Saksen-Weimar-Eisenach (1757-1828)   | Karel August van Saksen-Weimar-Eisenach (1757-1828)   | Louise van Hessen-Darmstadt (1757-1830)               | Louise van Hessen-Darmstadt (1757-1830)               | Louise van Hessen-Darmstadt (1757-1830)               | Louise van Hessen-Darmstadt (1757-1830)               | Louise van Hessen-Darmstadt (1757-1830)                | Louise van Hessen-Darmstadt (1757-1830)                |                                                                     |                                                                     | Paul I van Rusland (1754-1801)                                      | Paul I van Rusland (1754-1801)                                      | Paul I van Rusland (1754-1801)                                      | Paul I van Rusland (1754-1801)                                      | Paul I van Rusland (1754-1801)         | Paul I van Rusland (1754-1801)         | Sophia Dorothea Augusta Louisa van Württemberg (1759-1828)           | Sophia Dorothea Augusta Louisa van Württemberg (1759-1828)           | Sophia Dorothea Augusta Louisa van Württemberg (1759-1828)           | Sophia Dorothea Augusta Louisa van Württemberg (1759-1828)           | Sophia Dorothea Augusta Louisa van Württemberg (1759-1828)           | Sophia Dorothea Augusta Louisa van Württemberg (1759-1828)           |  |  | Willem I der Nederlanden (1772–1843)                               | Willem I der Nederlanden (1772–1843)                               | Willem I der Nederlanden (1772–1843)                               | Willem I der Nederlanden (1772–1843)                               | Willem I der Nederlanden (1772–1843)                               | Willem I der Nederlanden (1772–1843)                               | Wilhelmina van Pruisen (1774-1837)    | Wilhelmina van Pruisen (1774-1837)    | Wilhelmina van Pruisen (1774-1837)               | Wilhelmina van Pruisen (1774-1837)               | Wilhelmina van Pruisen (1774-1837)               | Wilhelmina van Pruisen (1774-1837)               |                                                  |                                                  | Paul I van Rusland (1754-1801)       | Paul I van Rusland (1754-1801)       | Paul I van Rusland (1754-1801)        | Paul I van Rusland (1754-1801)        | Paul I van Rusland (1754-1801)        | Paul I van Rusland (1754-1801)        | Sophia Dorothea Augusta Louisa van Württemberg (1759-1828) | Sophia Dorothea Augusta Louisa van Württemberg (1759-1828) | Sophia Dorothea Augusta Louisa van Württemberg (1759-1828) | Sophia Dorothea Augusta Louisa van Württemberg (1759-1828) | Sophia Dorothea Augusta Louisa van Württemberg (1759-1828) | Sophia Dorothea Augusta Louisa van Württemberg (1759-1828) |  |  |  |  |  |  |  |  |  |  |  |  |  |  |  |  |  |  |  |  |  |  |  |  |  |  |  |  |  |  |  |  |  |  |  |  |  |  |  |  |  |  |  |  |  |  |  |  |
| Karel August van Saksen-Weimar-Eisenach (1757-1828) | Karel August van Saksen-Weimar-Eisenach (1757-1828) | Karel August van Saksen-Weimar-Eisenach (1757-1828) | Karel August van Saksen-Weimar-Eisenach (1757-1828) | Karel August van Saksen-Weimar-Eisenach (1757-1828)   | Karel August van Saksen-Weimar-Eisenach (1757-1828)   | Louise van Hessen-Darmstadt (1757-1830)               | Louise van Hessen-Darmstadt (1757-1830)               | Louise van Hessen-Darmstadt (1757-1830)               | Louise van Hessen-Darmstadt (1757-1830)               | Louise van Hessen-Darmstadt (1757-1830)                | Louise van Hessen-Darmstadt (1757-1830)                |                                                                     |                                                                     | Paul I van Rusland (1754-1801)                                      | Paul I van Rusland (1754-1801)                                      | Paul I van Rusland (1754-1801)                                      | Paul I van Rusland (1754-1801)                                      | Paul I van Rusland (1754-1801)         | Paul I van Rusland (1754-1801)         | Sophia Dorothea Augusta Louisa van Württemberg (1759-1828)           | Sophia Dorothea Augusta Louisa van Württemberg (1759-1828)           | Sophia Dorothea Augusta Louisa van Württemberg (1759-1828)           | Sophia Dorothea Augusta Louisa van Württemberg (1759-1828)           | Sophia Dorothea Augusta Louisa van Württemberg (1759-1828)           | Sophia Dorothea Augusta Louisa van Württemberg (1759-1828)           |  |  | Willem I der Nederlanden (1772–1843)                               | Willem I der Nederlanden (1772–1843)                               | Willem I der Nederlanden (1772–1843)                               | Willem I der Nederlanden (1772–1843)                               | Willem I der Nederlanden (1772–1843)                               | Willem I der Nederlanden (1772–1843)                               | Wilhelmina van Pruisen (1774-1837)    | Wilhelmina van Pruisen (1774-1837)    | Wilhelmina van Pruisen (1774-1837)               | Wilhelmina van Pruisen (1774-1837)               | Wilhelmina van Pruisen (1774-1837)               | Wilhelmina van Pruisen (1774-1837)               |                                                  |                                                  | Paul I van Rusland (1754-1801)       | Paul I van Rusland (1754-1801)       | Paul I van Rusland (1754-1801)        | Paul I van Rusland (1754-1801)        | Paul I van Rusland (1754-1801)        | Paul I van Rusland (1754-1801)        | Sophia Dorothea Augusta Louisa van Württemberg (1759-1828) | Sophia Dorothea Augusta Louisa van Württemberg (1759-1828) | Sophia Dorothea Augusta Louisa van Württemberg (1759-1828) | Sophia Dorothea Augusta Louisa van Württemberg (1759-1828) | Sophia Dorothea Augusta Louisa van Württemberg (1759-1828) | Sophia Dorothea Augusta Louisa van Württemberg (1759-1828) |  |  |  |  |  |  |  |  |  |  |  |  |  |  |  |  |  |  |  |  |  |  |  |  |  |  |  |  |  |  |  |  |  |  |  |  |  |  |  |  |  |  |  |  |  |  |  |  |
|                                                     |                                                     |                                                     |                                                     |                                                       |                                                       |                                                       |                                                       |                                                       |                                                       |                                                        |                                                        |                                                                     |                                                                     |                                                                     |                                                                     |                                                                     |                                                                     |                                        |                                        |                                                                      |                                                                      |                                                                      |                                                                      |                                                                      |                                                                      |  |  |                                                                    |                                                                    |                                                                    |                                                                    |                                                                    |                                                                    |                                       |                                       |                                                  |                                                  |                                                  |                                                  |                                                  |                                                  |                                      |                                      |                                       |                                       |                                       |                                       |                                                            |                                                            |                                                            |                                                            |                                                            |                                                            |  |  |  |  |  |  |  |  |  |  |  |  |  |  |  |  |  |  |  |  |  |  |  |  |  |  |  |  |  |  |  |  |  |  |  |  |  |  |  |  |  |  |  |  |  |  |  |  |
|                                                     |                                                     |                                                     |                                                     | Karel Frederik van Saksen-Weimar-Eisenach (1783-1853) | Karel Frederik van Saksen-Weimar-Eisenach (1783-1853) | Karel Frederik van Saksen-Weimar-Eisenach (1783-1853) | Karel Frederik van Saksen-Weimar-Eisenach (1783-1853) | Karel Frederik van Saksen-Weimar-Eisenach (1783-1853) | Karel Frederik van Saksen-Weimar-Eisenach (1783-1853) |                                                        |                                                        |                                                                     |                                                                     |                                                                     |                                                                     | Maria Pavlovna van Rusland (1786-1859)                              | Maria Pavlovna van Rusland (1786-1859)                              | Maria Pavlovna van Rusland (1786-1859) | Maria Pavlovna van Rusland (1786-1859) | Maria Pavlovna van Rusland (1786-1859)                               | Maria Pavlovna van Rusland (1786-1859)                               |                                                                      |                                                                      |                                                                      |                                                                      |  |  |                                                                    |                                                                    |                                                                    |                                                                    | Willem II der Nederlanden (1792-1849)                              | Willem II der Nederlanden (1792-1849)                              | Willem II der Nederlanden (1792-1849) | Willem II der Nederlanden (1792-1849) | Willem II der Nederlanden (1792-1849)            | Willem II der Nederlanden (1792-1849)            |                                                  |                                                  |                                                  |                                                  |                                      |                                      | Anna Paulowna van Rusland (1795-1865) | Anna Paulowna van Rusland (1795-1865) | Anna Paulowna van Rusland (1795-1865) | Anna Paulowna van Rusland (1795-1865) | Anna Paulowna van Rusland (1795-1865)                      | Anna Paulowna van Rusland (1795-1865)                      |                                                            |                                                            |                                                            |                                                            |  |  |  |  |  |  |  |  |  |  |  |  |  |  |  |  |  |  |  |  |  |  |  |  |  |  |  |  |  |  |  |  |  |  |  |  |  |  |  |  |  |  |  |  |  |  |  |  |
|                                                     |                                                     |                                                     |                                                     | Karel Frederik van Saksen-Weimar-Eisenach (1783-1853) | Karel Frederik van Saksen-Weimar-Eisenach (1783-1853) | Karel Frederik van Saksen-Weimar-Eisenach (1783-1853) | Karel Frederik van Saksen-Weimar-Eisenach (1783-1853) | Karel Frederik van Saksen-Weimar-Eisenach (1783-1853) | Karel Frederik van Saksen-Weimar-Eisenach (1783-1853) |                                                        |                                                        |                                                                     |                                                                     |                                                                     |                                                                     | Maria Pavlovna van Rusland (1786-1859)                              | Maria Pavlovna van Rusland (1786-1859)                              | Maria Pavlovna van Rusland (1786-1859) | Maria Pavlovna van Rusland (1786-1859) | Maria Pavlovna van Rusland (1786-1859)                               | Maria Pavlovna van Rusland (1786-1859)                               |                                                                      |                                                                      |                                                                      |                                                                      |  |  |                                                                    |                                                                    |                                                                    |                                                                    | Willem II der Nederlanden (1792-1849)                              | Willem II der Nederlanden (1792-1849)                              | Willem II der Nederlanden (1792-1849) | Willem II der Nederlanden (1792-1849) | Willem II der Nederlanden (1792-1849)            | Willem II der Nederlanden (1792-1849)            |                                                  |                                                  |                                                  |                                                  |                                      |                                      | Anna Paulowna van Rusland (1795-1865) | Anna Paulowna van Rusland (1795-1865) | Anna Paulowna van Rusland (1795-1865) | Anna Paulowna van Rusland (1795-1865) | Anna Paulowna van Rusland (1795-1865)                      | Anna Paulowna van Rusland (1795-1865)                      |                                                            |                                                            |                                                            |                                                            |  |  |  |  |  |  |  |  |  |  |  |  |  |  |  |  |  |  |  |  |  |  |  |  |  |  |  |  |  |  |  |  |  |  |  |  |  |  |  |  |  |  |  |  |  |  |  |  |
|                                                     |                                                     |                                                     |                                                     |                                                       |                                                       |                                                       |                                                       |                                                       |                                                       | Karel Alexander van Saksen-Weimar-Eisenach (1818-1901) | Karel Alexander van Saksen-Weimar-Eisenach (1818-1901) | Karel Alexander van Saksen-Weimar-Eisenach (1818-1901)              | Karel Alexander van Saksen-Weimar-Eisenach (1818-1901)              | Karel Alexander van Saksen-Weimar-Eisenach (1818-1901)              | Karel Alexander van Saksen-Weimar-Eisenach (1818-1901)              |                                                                     |                                                                     |                                        |                                        |                                                                      |                                                                      |                                                                      |                                                                      |                                                                      |                                                                      |  |  |                                                                    |                                                                    |                                                                    |                                                                    |                                                                    |                                                                    |                                       |                                       |                                                  |                                                  | Sophie van Oranje-Nassau (1824-1897)             | Sophie van Oranje-Nassau (1824-1897)             | Sophie van Oranje-Nassau (1824-1897)             | Sophie van Oranje-Nassau (1824-1897)             | Sophie van Oranje-Nassau (1824-1897) | Sophie van Oranje-Nassau (1824-1897) |                                       |                                       |                                       |                                       |                                                            |                                                            |                                                            |                                                            |                                                            |                                                            |  |  |  |  |  |  |  |  |  |  |  |  |  |  |  |  |  |  |  |  |  |  |  |  |  |  |  |  |  |  |  |  |  |  |  |  |  |  |  |  |  |  |  |  |  |  |  |  |
|                                                     |                                                     |                                                     |                                                     |                                                       |                                                       |                                                       |                                                       |                                                       |                                                       | Karel Alexander van Saksen-Weimar-Eisenach (1818-1901) | Karel Alexander van Saksen-Weimar-Eisenach (1818-1901) | Karel Alexander van Saksen-Weimar-Eisenach (1818-1901)              | Karel Alexander van Saksen-Weimar-Eisenach (1818-1901)              | Karel Alexander van Saksen-Weimar-Eisenach (1818-1901)              | Karel Alexander van Saksen-Weimar-Eisenach (1818-1901)              |                                                                     |                                                                     |                                        |                                        |                                                                      |                                                                      |                                                                      |                                                                      |                                                                      |                                                                      |  |  |                                                                    |                                                                    |                                                                    |                                                                    |                                                                    |                                                                    |                                       |                                       |                                                  |                                                  | Sophie van Oranje-Nassau (1824-1897)             | Sophie van Oranje-Nassau (1824-1897)             | Sophie van Oranje-Nassau (1824-1897)             | Sophie van Oranje-Nassau (1824-1897)             | Sophie van Oranje-Nassau (1824-1897) | Sophie van Oranje-Nassau (1824-1897) |                                       |                                       |                                       |                                       |                                                            |                                                            |                                                            |                                                            |                                                            |                                                            |  |  |  |  |  |  |  |  |  |  |  |  |  |  |  |  |  |  |  |  |  |  |  |  |  |  |  |  |  |  |  |  |  |  |  |  |  |  |  |  |  |  |  |  |  |  |  |  |
|                                                     |                                                     |                                                     |                                                     |                                                       |                                                       |                                                       |                                                       |                                                       |                                                       |                                                        |                                                        |                                                                     |                                                                     |                                                                     |                                                                     |                                                                     |                                                                     |                                        |                                        |                                                                      |                                                                      |                                                                      |                                                                      |                                                                      |                                                                      |  |  |                                                                    |                                                                    |                                                                    |                                                                    |                                                                    |                                                                    |                                       |                                       |                                                  |                                                  |                                                  |                                                  |                                                  |                                                  |                                      |                                      |                                       |                                       |                                       |                                       |                                                            |                                                            |                                                            |                                                            |                                                            |                                                            |  |  |  |  |  |  |  |  |  |  |  |  |  |  |  |  |  |  |  |  |  |  |  |  |  |  |  |  |  |  |  |  |  |  |  |  |  |  |  |  |  |  |  |  |  |  |  |  |
|                                                     |                                                     |                                                     |                                                     |                                                       |                                                       |                                                       |                                                       |                                                       |                                                       |                                                        |                                                        |                                                                     |                                                                     |                                                                     |                                                                     |                                                                     |                                                                     |                                        |                                        |                                                                      |                                                                      |                                                                      |                                                                      |                                                                      |                                                                      |  |  |                                                                    |                                                                    |                                                                    |                                                                    |                                                                    |                                                                    |                                       |                                       |                                                  |                                                  |                                                  |                                                  |                                                  |                                                  |                                      |                                      |                                       |                                       |                                       |                                       |                                                            |                                                            |                                                            |                                                            |                                                            |                                                            |  |  |  |  |  |  |  |  |  |  |  |  |  |  |  |  |  |  |  |  |  |  |  |  |  |  |  |  |  |  |  |  |  |  |  |  |  |  |  |  |  |  |  |  |  |  |  |  |
|                                                     |                                                     |                                                     |                                                     |                                                       |                                                       |                                                       |                                                       |                                                       |                                                       |                                                        |                                                        | Karel August Willem Nicolaas van Saksen-Weimar-Eisenach (1844-1894) | Karel August Willem Nicolaas van Saksen-Weimar-Eisenach (1844-1894) | Karel August Willem Nicolaas van Saksen-Weimar-Eisenach (1844-1894) | Karel August Willem Nicolaas van Saksen-Weimar-Eisenach (1844-1894) | Karel August Willem Nicolaas van Saksen-Weimar-Eisenach (1844-1894) | Karel August Willem Nicolaas van Saksen-Weimar-Eisenach (1844-1894) |                                        |                                        | Marie Anna Alexandrine Sophie van Saksen-Weimar-Eisenach (1849-1922) | Marie Anna Alexandrine Sophie van Saksen-Weimar-Eisenach (1849-1922) | Marie Anna Alexandrine Sophie van Saksen-Weimar-Eisenach (1849-1922) | Marie Anna Alexandrine Sophie van Saksen-Weimar-Eisenach (1849-1922) | Marie Anna Alexandrine Sophie van Saksen-Weimar-Eisenach (1849-1922) | Marie Anna Alexandrine Sophie van Saksen-Weimar-Eisenach (1849-1922) |  |  | Maria Anna Sophia Elisabeth van Saksen-Weimar-Eisenach (1851-1859) | Maria Anna Sophia Elisabeth van Saksen-Weimar-Eisenach (1851-1859) | Maria Anna Sophia Elisabeth van Saksen-Weimar-Eisenach (1851-1859) | Maria Anna Sophia Elisabeth van Saksen-Weimar-Eisenach (1851-1859) | Maria Anna Sophia Elisabeth van Saksen-Weimar-Eisenach (1851-1859) | Maria Anna Sophia Elisabeth van Saksen-Weimar-Eisenach (1851-1859) |                                       |                                       | Elisabeth van Saksen-Weimar-Eisenach (1854-1908) | Elisabeth van Saksen-Weimar-Eisenach (1854-1908) | Elisabeth van Saksen-Weimar-Eisenach (1854-1908) | Elisabeth van Saksen-Weimar-Eisenach (1854-1908) | Elisabeth van Saksen-Weimar-Eisenach (1854-1908) | Elisabeth van Saksen-Weimar-Eisenach (1854-1908) |                                      |                                      |                                       |                                       |                                       |                                       |                                                            |                                                            |                                                            |                                                            |                                                            |                                                            |  |  |  |  |  |  |  |  |  |  |  |  |  |  |  |  |  |  |  |  |  |  |  |  |  |  |  |  |  |  |  |  |  |  |  |  |  |  |  |  |  |  |  |  |  |  |  |  |